# Motor SDI
El motor SDI (Saugdiesel mit Direkteinspritzung, diésel atmosférico de inyección directa en alemán) es un tipo de motor diésel, carente de turbo a diferencia de sus hermanos mayores los TDI. 
Esta configuración hace a estos motores ideales para usar en vehículos utilitarios o comerciales destinados a circular por ciudad. 
Sustituyó en el grupo Volkswagen a los afamados diésel atmosféricos de 1900 centímetros cúbicos, manteniendo la misma fiabilidad que tuvieron estos últimos con un nivel prestacional superior y unos consumos inferiores.
Este motor lo han montado muy diversos automóviles del grupo VAG (Seat Arosa, Seat Ibiza, Seat Córdoba, Seat León Mk. I, Seat Inca, Volkswagen Lupo, Volkswagen Polo, Volkswagen Golf Mk. IV y Mk. V, Skoda Fabia Mk.I, etc)
Fueron siendo sustituidos por motores TDI de baja cilindrada que mejoraban tanto el consumo como la potencia.
- Datos: Q365777